# Imida

Exemple d'un grup imida en un heterocicle (ftalimida)

Una imida és un compost químic orgànic caracteritzat pel fet de tenir en llur molècula el grup funcional {\displaystyle {\ce {-CO-NH-CO -}}}. Les imides generalment són preparades directament partint des de l'amoníac o des d'una amina primària i algun àcid carboxílic o anhídrid acètic.
En química orgànica, moltes imides són monòmers usats en la preparació de poliimides. Les imides més emprades per això són basades en àcids dicarboxílics aromàtics de massa molecular moderadament alta. Algunes imides estan contingudes en heterocicles. Aquesta imida particular és la ftalimida, la imida heterocíclica de l'àcid ftàlic. És un intermediari en la preparació del colorant ftalocianina. Algunes ftalimides tenen propietats luminescents. Les imides poden ser preparades en el rearranjament de Mumm transformant isoimides en imides.

## Història

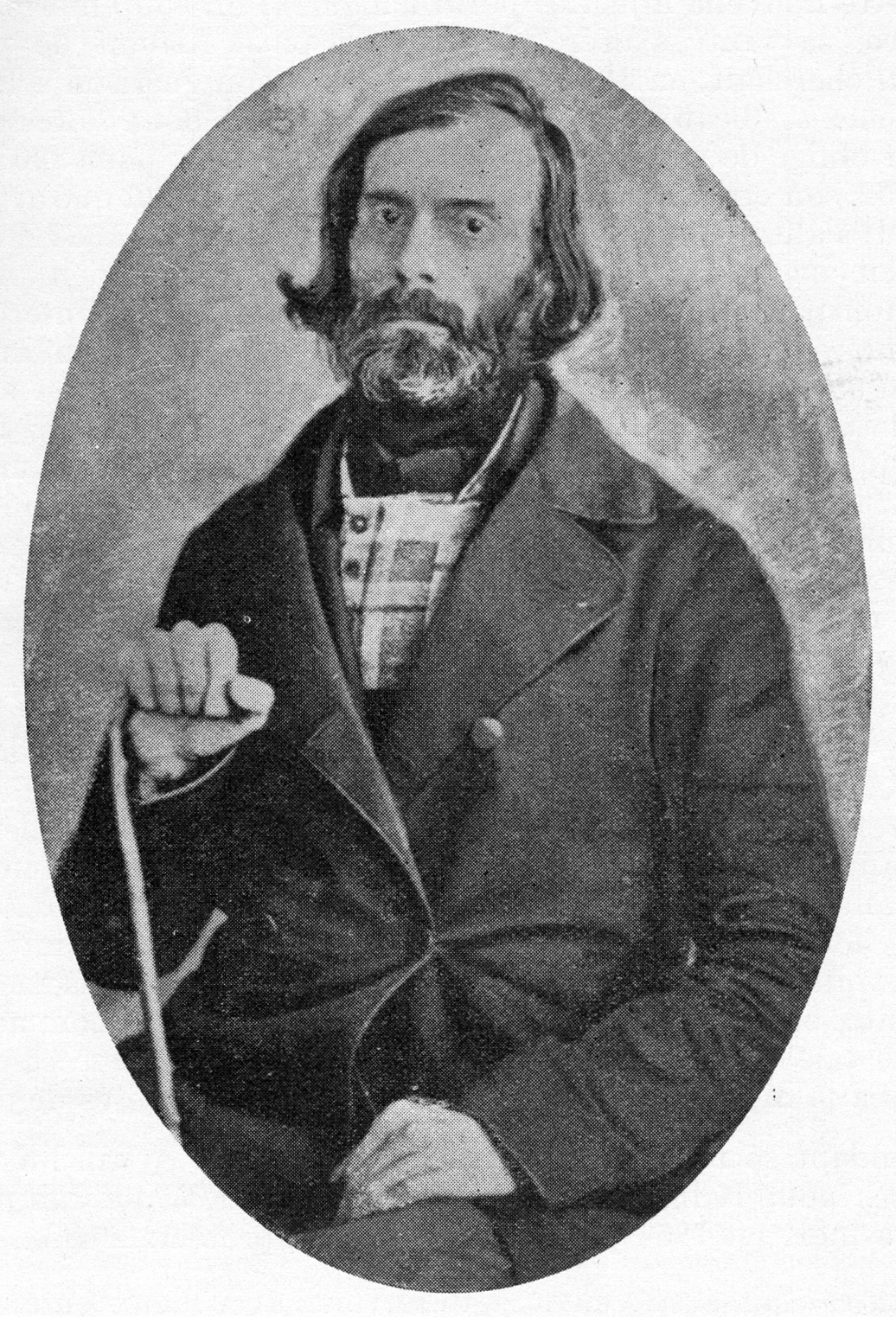
Auguste Laurent

El mot «imida» prové d'una alteració arbitrària del mot «amida» per la semblança estructural i és deu al químic francès Auguste Laurent (1807–1853). Després del descobriment del radical benzoïl per part de Friedrich Wöhler (1800–1882) i Justus von Liebig (1803–1873), Laurent estudià l'essència de les ametles agres i el 1835 hi descobrí una substància que anomenà en francès «benzimide», que creu semblant a una amida, però amb manca d'hidrogen.

## Nomenclatura
Les imides d'àcids dicarboxílics s'anomenen reemplaçant «àcid –carboxílic» per la terminació «–carboximida», o, per als àcids que tenen noms trivials «àcid –ic» per «–imida». Els composts que tenen un substituent a l'àtom de nitrogen s'anomenen com a imides N-substituïdes. Per exemple 1,2-ciclohexandicarboximida, N-fenilftalimida.

## Estat natural

Bases nitrogenades amb el grup imida.
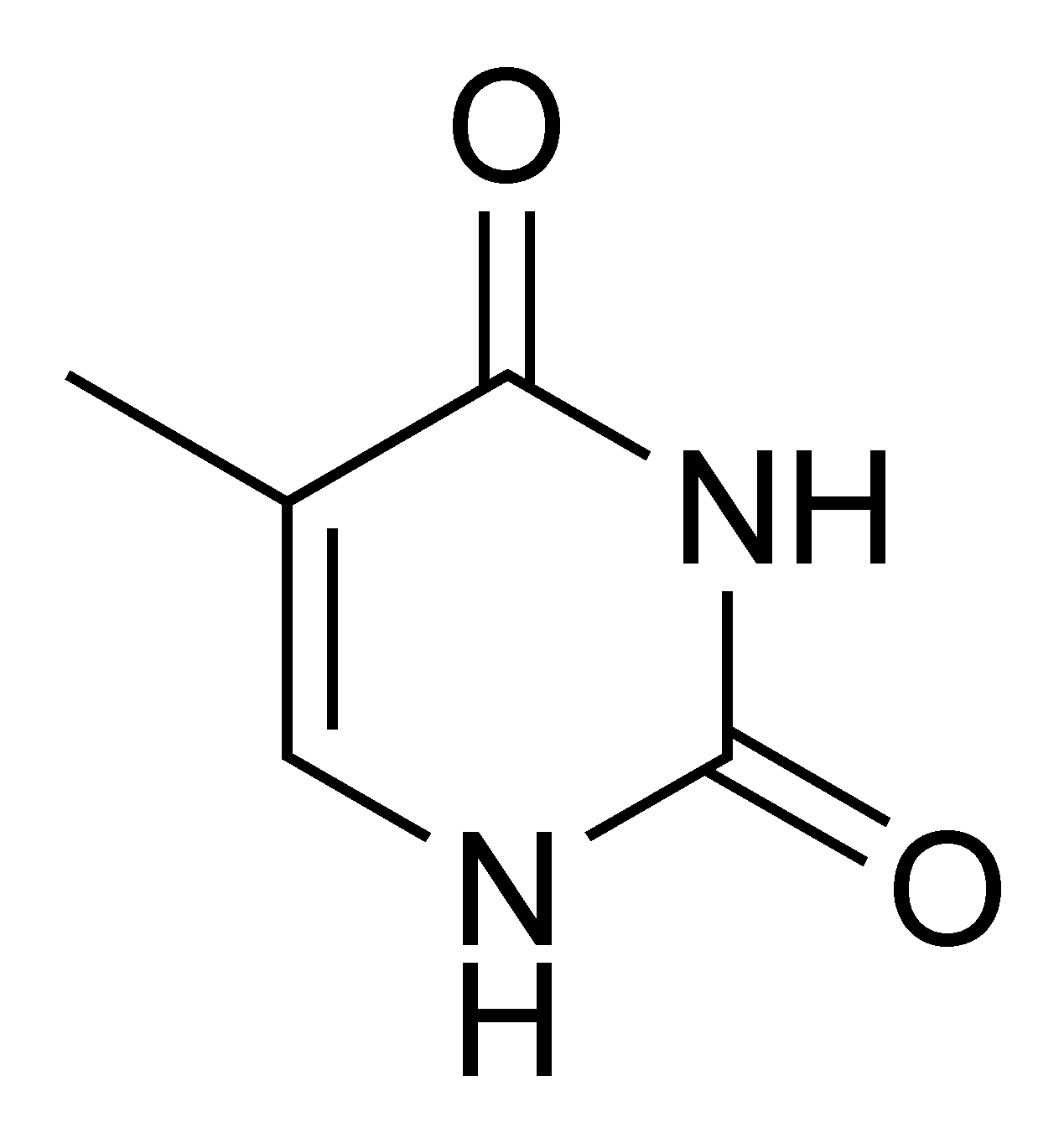
Timina.
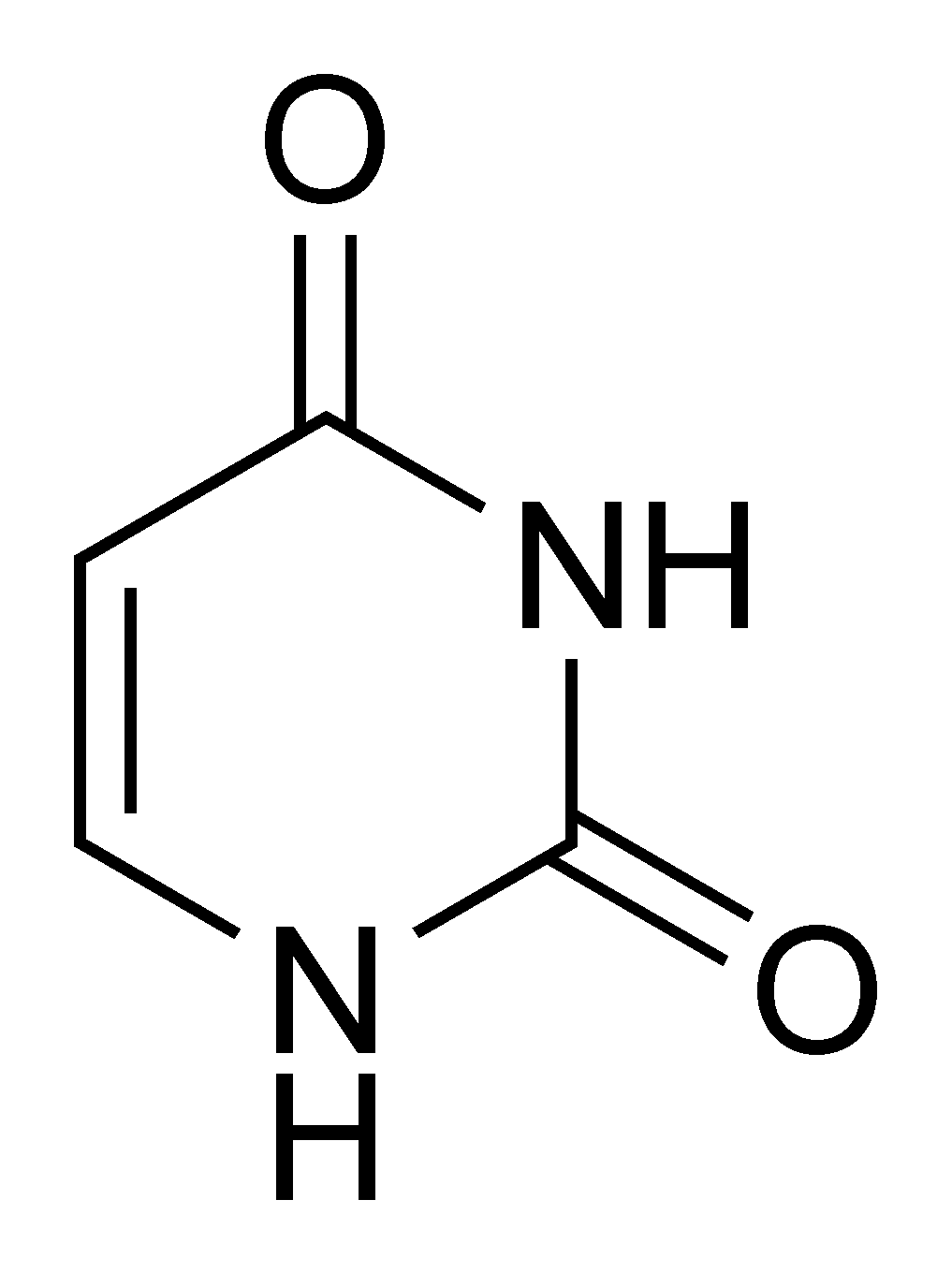
Uracil.

El grup funcional imida és present a la base nitrogenada uracil de l'ARN i en la timina de l'ADN. També participa en els enllaços per ponts d'hidrogen entre les dues cadenes a l'ADN, quan el nitrogen dels grups imida actua com un donador d'enllaç d'hidrogen i l'oxigen dels grups carbonil actua com a acceptor.
El grup funcional imida és de naturalesa omnipresent i es troba en molts productes naturals estructuralment diversos obtinguts majoritàriament de fongs. Les mateixes imides solen ser cícliques i els productes naturals que les contenen tendeixen a ser bioactius. Per exemple la cicloheximidina i la streptimidona són dos productes naturals que inhibeixen la síntesi de proteïnes a les cèl·lules eucariotes i presenten activitat antillevat, antifúngica, antiprotozoària i herbicida. Algunes imides, com la glutarimida, apareixen amb tanta freqüència en antibiòtics naturals molt potents, que s'han arribat a considerar estructures privilegiades. Per exemple és present en les molècules de cicloheximida, julocrotina, streptimidona, migrastatina, isomigrastatina o lactimidomicina.

Algunes imides naturals
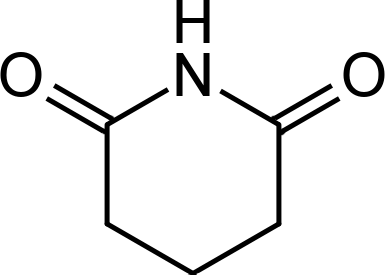
Glutarimida.
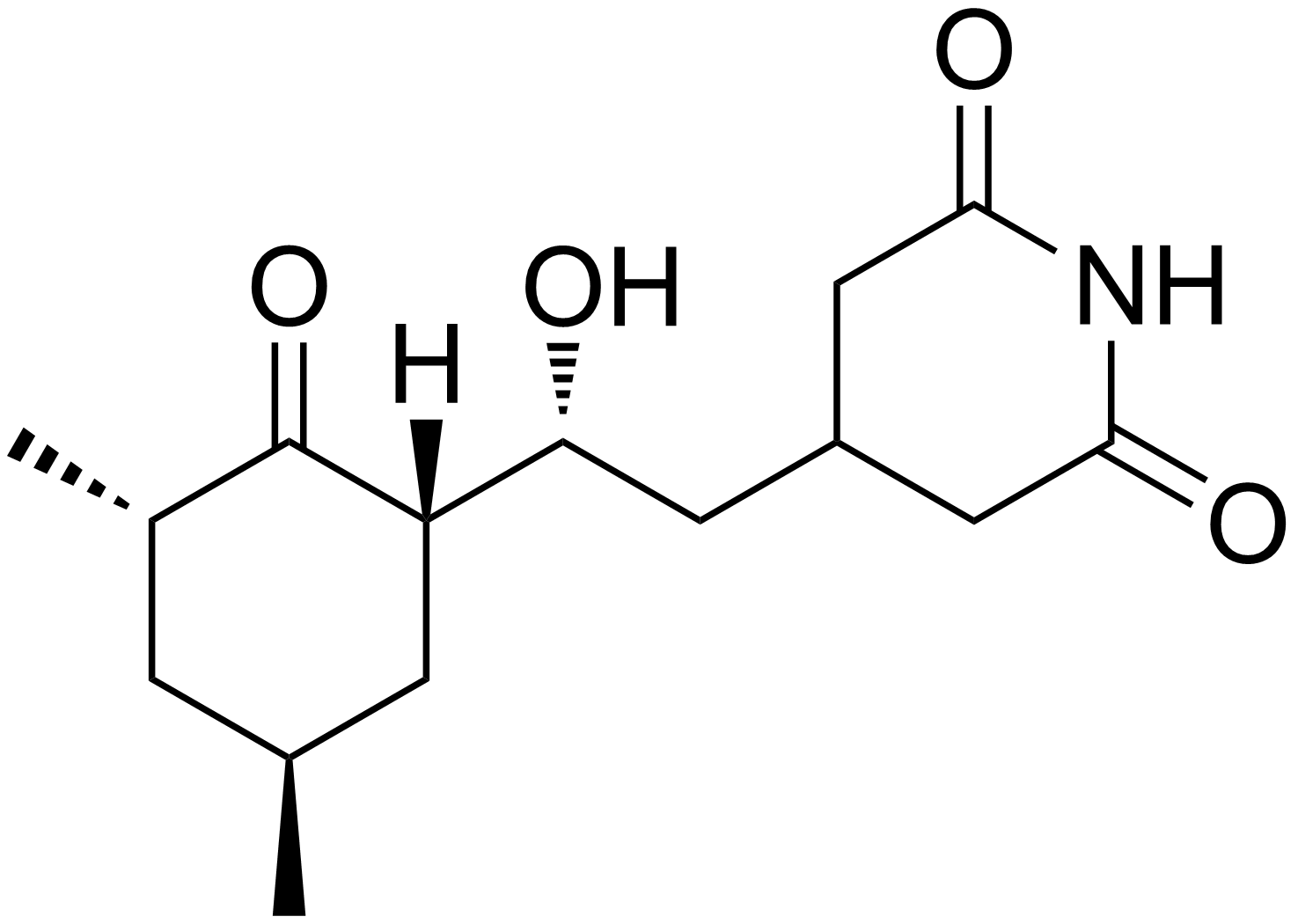
Cicloheximida.
Julocrotina.
Streptimidona
Migrastatina
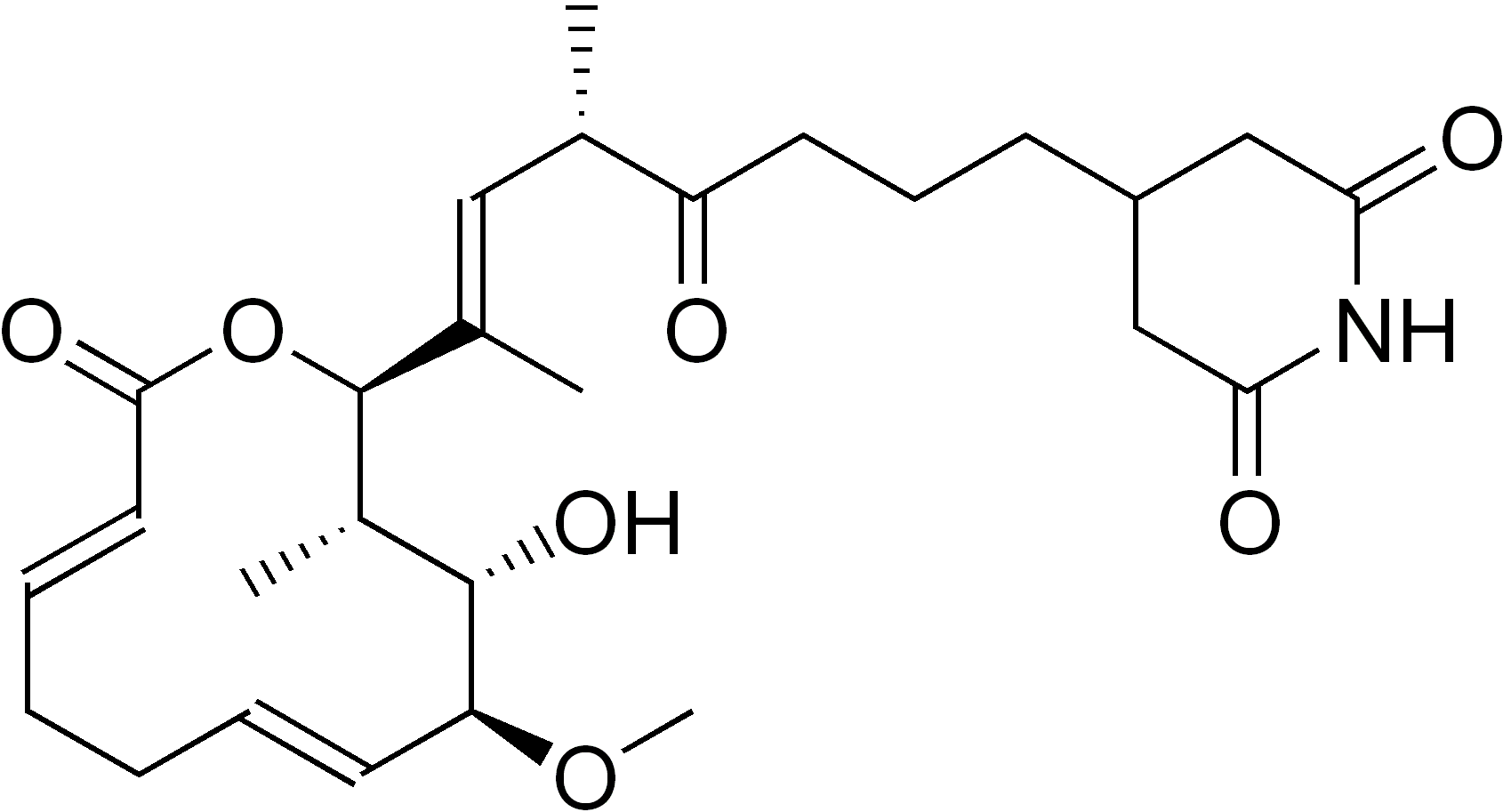
Isomigrastatina.
Lactimidomicina.
Pencolida.
Farinomaleina.
Arciriacianina A.

## Aplicacions

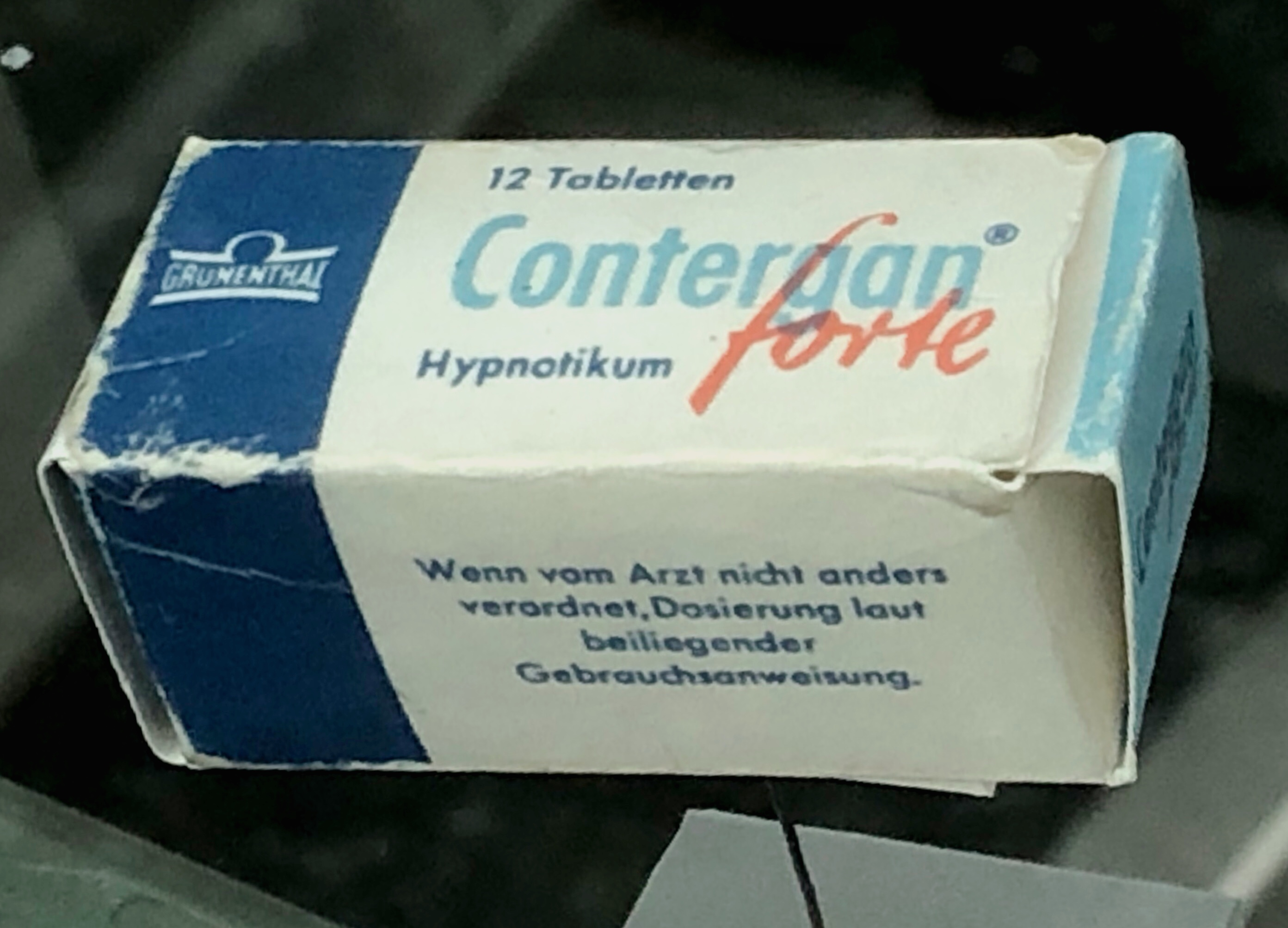
Envàs de Contergan, un medicament de talidomida que causà greus malformacions en fetus de pacients durant els anys 60 del.

### Medicina
Alguns medicaments són imides, gairebé exclusivament com a part d'un anell principalment com un anell de cinc membres o un anell de sis membres, mentre que la imida com a farmacòfor en fàrmacs sintètics rarament existeix en la seva forma lineal. Exemples: la lenalidomida és un fàrmac immunomodulador amb potents propietats antineoplàstiques, antiangiogèniques i antiinflamatòries. És un derivat de la talidomida que s'utilitza per tractar el mieloma múltiple i l'anèmia en la síndrome mielodisplàstica de risc baix o intermedi. És molt més segura i potent que la talidomida, amb menys efectes adversos i toxicitats. La pomalidomida és un anàleg de talidomida que s'empra en combinació amb dexametasona per tractar pacients amb mieloma múltiple. La clortalidona és un diürètic que s'usa per tractar la hipertensió o l'edema causats per insuficiència cardíaca, insuficiència renal, cirrosi hepàtica, teràpia amb estrògens i altres afeccions. L'etosuximida és un anticonvulsivant que s'utilitza per tractar les convulsions petites.

Estructura de la flumioxazina, emprada com herbicida.

Algunes imides emprades actualment com a fàrmacs.
Etosuximida.
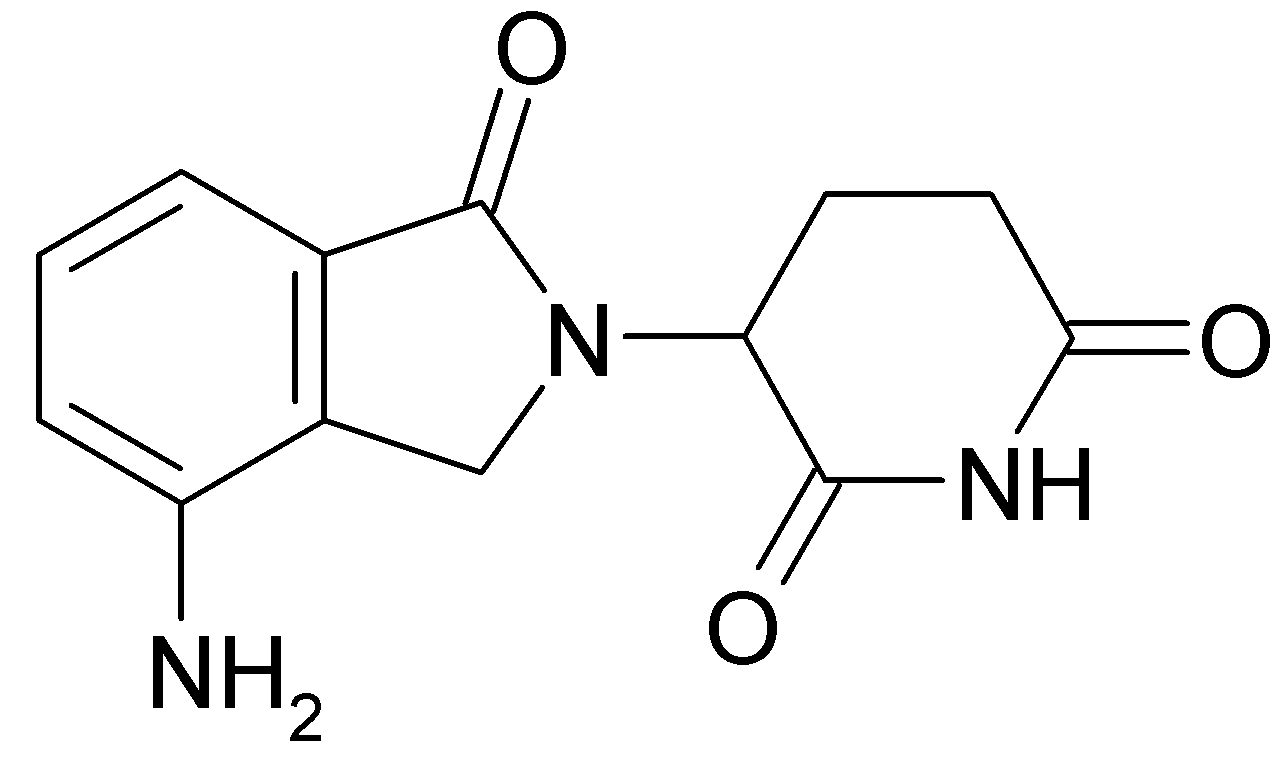
Lenalidomida.
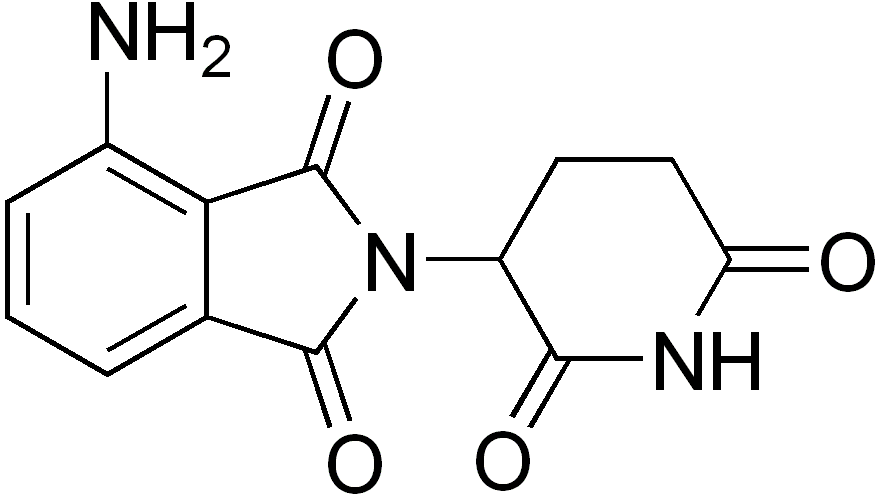
Pomalidomida.
Fensuximida.

### Agricultura
En agricultura s'empren alguns herbicides que contenen imides cícliques amb anells de cinc àtoms. En són exemples la clorftalima, la pentoxazona, i la flumioxazina. També es fan servir algunes imides com a fungicides, per exemple la ipodriona.